# Овсянников, Сергей Александрович
Сергей Александрович Овсянников (род. 20 апреля 1958, Энгельс, Саратовская область) — советский и российский государственный деятель, депутат Государственной Думы Совета Федерации Российской Федерации V созыва (2007—2008), начальник Саратовской таможни (2008—2022), председатель Саратовской городской Думы (с 2022). Кандидат юридических наук, доцент, специалист по административному и таможенному праву. Генерал-майор таможенной службы.

## Биография
Сергей Александрович Овсянников родился 20 апреля 1958 года в городе Энгельсе Саратовской области.
- 1975 год — окончил среднюю школу № 18 города Энгельса.
- 1975 год — 1976 год — слесарь по капитальному ремонту технического оборудования на Энгельсском троллейбусном заводе имени Урицкого.
- 1976 год — 1980 год — учёба в Энгельсском высшем зенитно-ракетном командном училище противовоздушной обороны.
- 1976 год — 1999 год — служба в Вооруженных силах СССР и Российской Федерации, в 1999 году вышел в отставку в звании полковника.
- 1980 год — 1985 год — секретарь комитета ВЛКСМ и помощник начальника политотдела по комсомольской работе Энгельсского высшего зенитно-ракетного командного училища противовоздушной обороны.
- 1985 год — 1988 год — старший инструктор по комсомольской работе политотдела ЧОА ПВО.
- 1988 год — 1993 год — заместитель начальника политотдела в/ч № 03430.
- 1989 год — 1993 год — учёба в Военно-политической академии имени В. И. Ленина.
- 1993 год — 1994 год — преподаватель кафедры общественных наук Энгельсского высшего зенитно-ракетного командного училища противовоздушной обороны.
- 1994 год - 1996 год - консультант комитета по социальной политике и связям с общественными организациями Саратовской областной думы.
- 1998 год - 1999 год — консультант отдела организации государственной и муниципальной службы управления государственной службы и кадров аппарата губернатора Саратовской области.
- 1999 год — 2000 год — консультант отдела организации государственной и муниципальной службы управления государственной службы и кадров аппарата Губернатора Саратовской области, ответственный секретарь Регионального отделения ОПОО «Отечество».
- С 2002 года — руководитель Саратовского регионального исполкома партии «Единая Россия».
- 2004 год — окончил Саратовскую государственную академию права.
- 2000 год — 2005 год — депутат Собрания депутатов Энгельсского муниципального района, председатель комитета по бюджетно-финансовой, инвестиционной политике, налогам, экономическому развитию, секретарь Собрания депутатов Энгельсского муниципального района, заместитель главы района.
- 2005 год — 2006 год — министр Саратовской области — председатель комитета по работе с органами местного самоуправления и территориями Правительства Саратовской области.
- 2007 год — 2008 год — депутат Государственной Думы Федерального Собрания Российской Федерации V созыва, заместитель председателя комитета по гражданскому, уголовному, арбитражному и процессуальному законодательству[1].
- 2008 год — защита диссертации на соискание учёной степени кандидата юридических наук на тему «Правовые основы взаимодействия органов местного самоуправления и органов государственной власти Российской Федерации в контексте проведения муниципальной реформы».
- 2008 год — 2022 год — начальник Саратовской таможни.
- 12 декабря 2009 года — присвоено специальное звание генерал-майор таможенной службы[2].
- С 2010 года — доцент, заведующий кафедрой таможенного, административного и финансового права Саратовского государственного университета имени Н. Г. Чернышевского.
- 2012 год — 2019 год — председатель Совета сторонников регионального отделения партии «Единая Россия».
- С 2022 года — председатель Саратовской городской Думы[3].

Женат, воспитал сына, имеет троих внуков.

## Награды
- Медаль «За боевые заслуги»
- Юбилейная медаль «70 лет Вооружённых Сил СССР»
- Медаль «Дмитрий Бибиков» (ФТС)
- Медаль «За усердие» (ФТС)
- Юбилейный медаль «25 лет Федеральной таможенной службе»
- Нагрудный знак «Отличник таможенной службы»
- Почётный знак Губернатора Саратовской области (2016)[4]

## Научная деятельность
В 2008 году защитил диссертацию на соискание учёной степени кандидата юридических наук на тему «Правовые основы взаимодействия органов местного самоуправления и органов государственной власти Российской Федерации в контексте проведения муниципальной реформы» под научным руководством Вячеслава Викторовича Володина. Оппонентами выступали доктор юридических наук, профессор Прокошин Василий Алексеевич и кандидат юридических наук, доцент Аникин Сергей Борисович.
В сферу научных интересов С. А. Овсянникова входит изучение проблем административно-правового регулирования таможенной службы, проблемы таможенного права. Является автором и соавтором ряда учебных пособий по административному и таможенному праву, соавтором комментариев к закону «О таможенном регулировании в Российской Федерации» и других. Имеет научные публикации в рецензируемых жкрналах.

## Некоторые публикации
- Овсянноков С. А. Правовые основы взаимодействия органов местного самоуправления и органов государственной власти Российской Федерации в контексте проведения муниципальной реформы. Дисс. … канд. юрид. наук. — Саратов, 2007. — 227 с.
- Овсянников С. А., Мошкина Н. А. Административная ответственность за правонарушения, посягающие на общественный порядок, общественную безопасность и порядок управления: учебное пособие. — Саратов: Саратовский источник, 2019. — 69 с. — 300 экз. — ISBN 978-5-91879-955-0.
- Овсянников С. А., Агамагомедова С. А. Актуальные проблемы таможенного контроля в условиях евразийской интеграции: монография. — СПб.: Троицкий мост, 2017. — 97 с. — 100 экз. — ISBN 978-5-9908002-7-4.
- Овсянников С. А. и др. Основы административного права: учебное пособие. — Саратов: Наука, 2014. — 162 с. — ISBN 978-5-9999-1993-9.
- Овсянников С. А. и др. Административное право России: учебное пособие. — Саратов: Наука, 2014. — 224 с. — ISBN 978-5-9999-1994-6.